# Zadzierzgnięcie

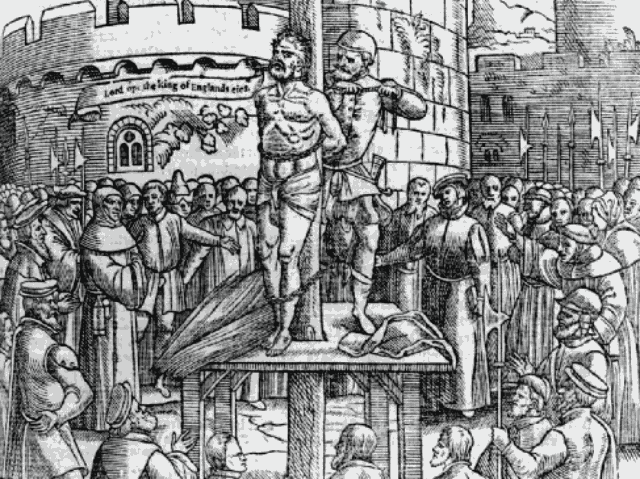
Egzekucja za pomocą zadzierzgnięcia

Zadzierzgnięcie (łac. strangulatio) – termin z zakresu kryminalistyki i medycyny sądowej, określający specyficzny rodzaj zagardlenia, w którym ucisk na narządy szyi wywiera pętla zaciskana ręcznie przez człowieka. Zadzierzgnięcie jest najczęściej czynem zbrodniczym. Sporadycznie spotyka się samobójstwa popełnione tą metodą. Mechanizm śmierci przy zadzierzgnięciu we wstępnej fazie powoduje utrudnienie lub całkowite uniemożliwienie odpływu krwi z głowy, przy jednoczesnym dopływie tejże tętnicami. W ten sposób dochodzi do powstania przekrwień i zastoju krwi w obrębie głowy (powyżej pętli), a następnie: sinicy twarzy, wybroczyn w spojówkach oczu i w błonach śluzowych jamy ustnej, zwłaszcza nosa oraz do krwinkotoków lub krwawienia z nosa.